# الفرعون (فلم)
الفرعون (بالإنجليزية: Pharaoh (film)) هو فيلم تم إنتاجه في بولندا وصدر في سنة 1966.

## وصلات خارجية
- مقالات تستعمل روابط فنية بلا صلة مع ويكي بيانات